# ドワイト・ヨーク・スタジアム
ドワイト・ヨーク・スタジアム（Dwight Yorke Stadium）は、トリニダード・トバゴのトバゴ島バコレットにあるスタジアムである。施設名はサッカー選手のドワイト・ヨークに由来する。
このスタジアムはトリニダード・トバゴが開催国となった2001 FIFA U-17世界選手権に向けて建設された。最大7,500人の収容能力を有し、トバゴ島の首都スカボローから数分、空港から25分の場所に位置する。地元のサッカークラブが使用しており、ピッチ面積は縦105メートル、横68メートルである。
2005年CARIFTA陸上競技選手権の開催地であり、その他にトバゴ島の小規模な陸上競技イベントにも使用されている。
2010 FIFA U-17女子ワールドカップの会場のひとつでもあった。